# Endeavour Mining
Endeavour Mining plc er et britisk multinationalt mineselskab, der ejer og driver guldminer i Elfenbenskysten, Burkina Faso og Mali. De er registreret på Caymanøerne og har hovedkontor i London.
Virksomheden blev etableret som Endeavour Financial af et hold ledet af Neil Woodyer i 1988.
I juni 2021 blev virksomheden børsnoteret på London Stock Exchange.